# Coelopencyrtus gargaris
Coelopencyrtus gargaris är en stekelart som först beskrevs av Walker 1843.  Coelopencyrtus gargaris ingår i släktet Coelopencyrtus och familjen sköldlussteklar. Inga underarter finns listade i Catalogue of Life.